# Bartolomeo di Tommaso
Bartolomeo di Tommaso, noto anche come Bartolomeo da Foligno (Foligno, 1408 circa – precedente 1454), è stato un pittore italiano.

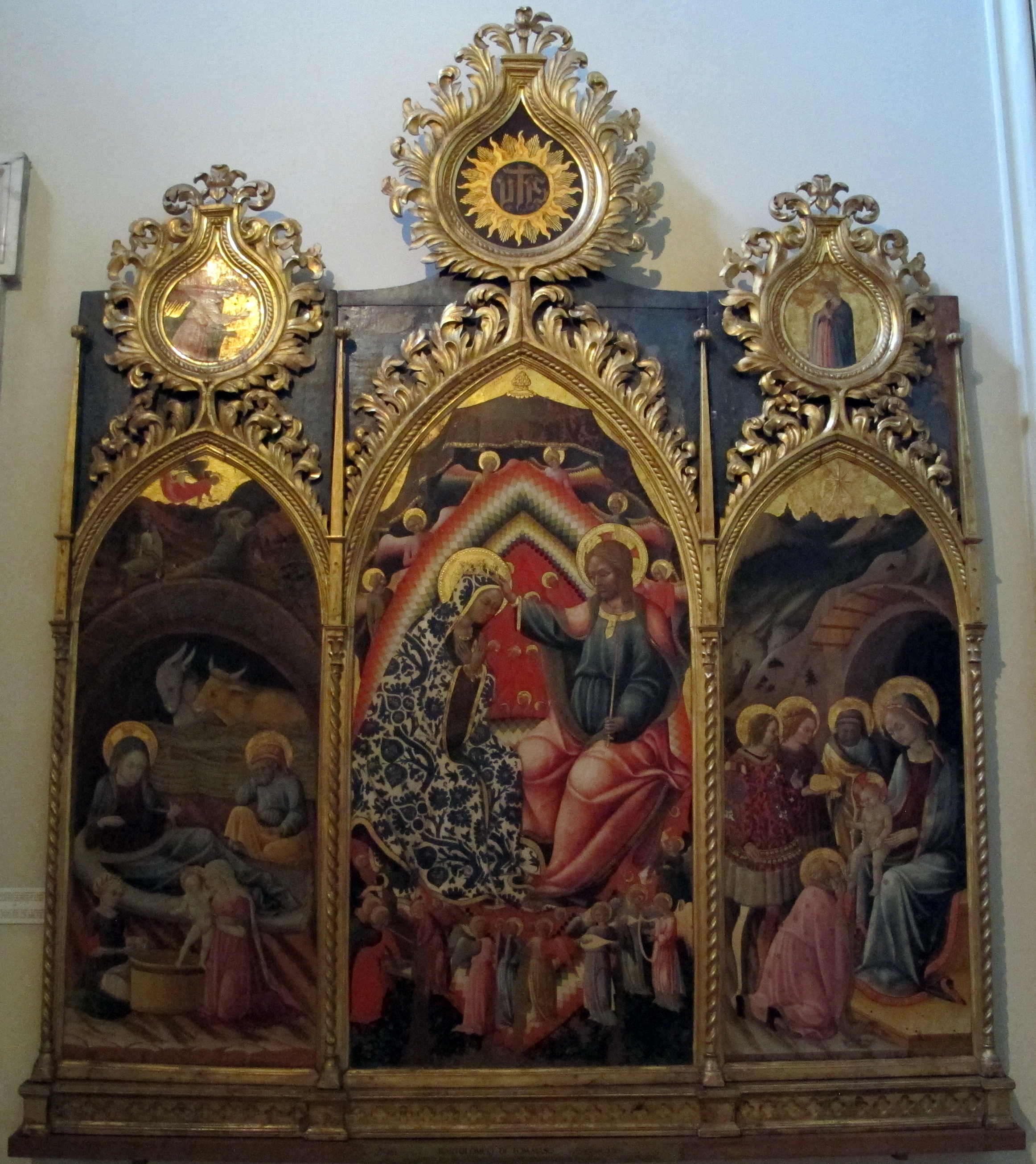
Bartolomeo di Tommaso-Natività, incoronazione a adorazione dei magi, Musei Vaticani, Pinacoteca.

È considerato uno dei precursori del rinascimento umbro, vi è nelle sue opere un linguaggio che pare dividere il tardogotico al nuovo gusto rinascimentale.

## Biografia
Poche sono le notizie sulla vita del Bartolomeo, si sa che era figlio di un calzolarius di Foligno, e a causa dell'attività paterna sempre in cerca di pellame e cuoio, visse la sua infanzia girando l'Italia centrale, formandosi a livello artistico nelle Marche, presso la scuola di Olivuccio di Ciccarello. Risulta essere attivo dal 1423 al 1453, realizzando opere a Fano, Foligno, Ancona e Roma, con uno stile ispirato alla scuola senese, tanto da essere considerato tra i pittori di Scuola di Ancona detta anche da Fabio Bisogni Scuola della costa.
La sua presenza è documentata nel 1425 in qualità di testimone in un atto dell'8 dicembre, e il 19 giugno 1433 ad Ancona, città dove risiedeva. Ma, a comprova del suo girare il territorio, nel 1427, nel 1430 e 1437 con Giambono di Corrado allievo e figlio adottivo dell'Olivuccio è registrata la sua presenza a Recanati.  Nel 1434 è documentata la sua presenza a Fano. Ricevette infatti una commissione da donna Gaudiana vedova di Marriolo di Matteo per l'affrescatura con le storie del santo dell'abside della cappella di cui godeva di giuspatronato della chiesa di San Giuliano pitture che risultano ultimate al 29 luglio 1439 ma andate perdute con la chiesa.

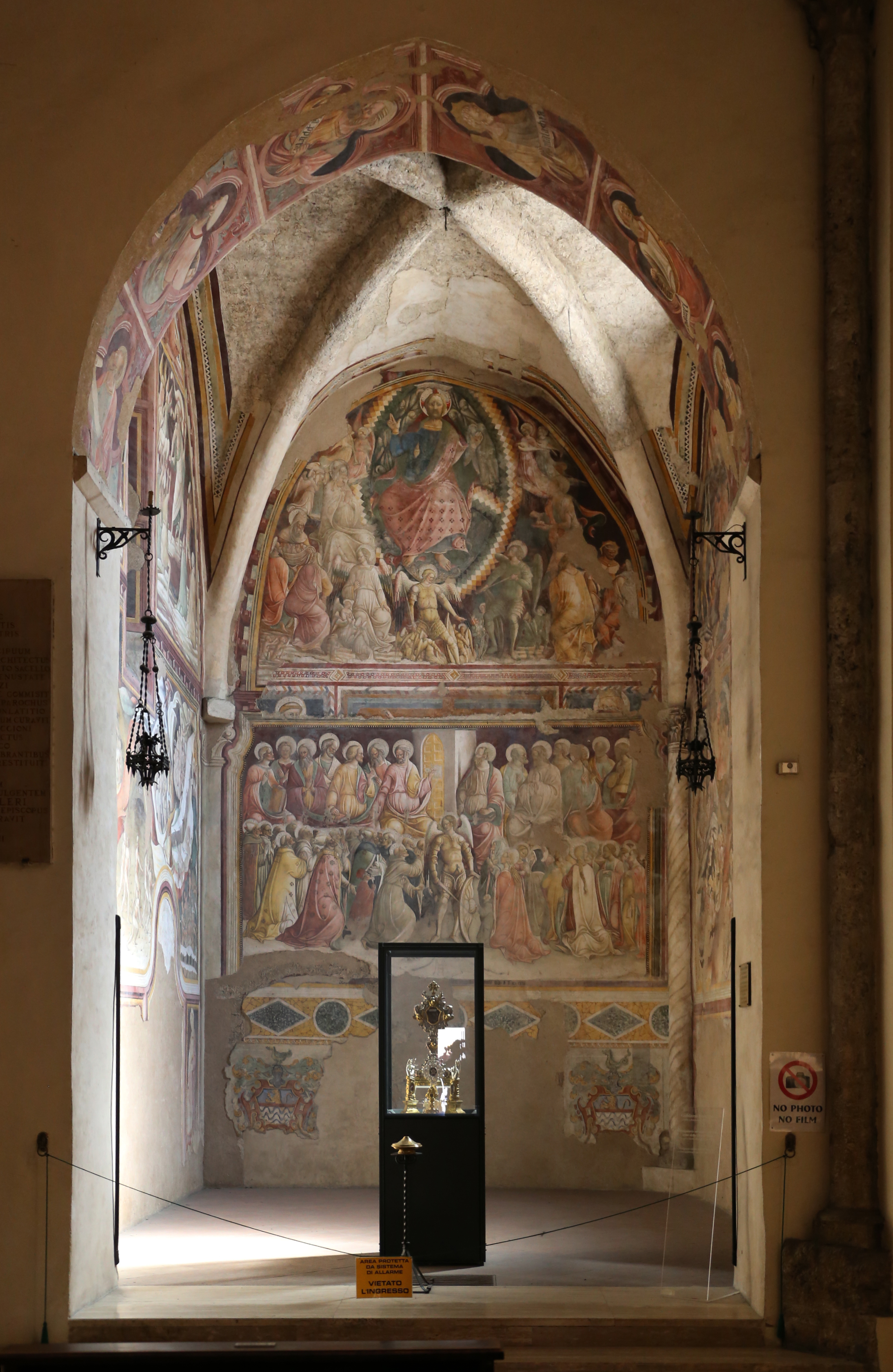
Bartolomeo di tommaso, cappella paradisi, giudizio universale, 1400-25 ca. 01

Della sua vita privata si sa che nel 1446 a Foligno perdette una figlia e l'anno successivo la moglie e un'altra figlia. Ebbe anche un figlio maschio: Polidoro, che lo seguì nell'arte della pittura e che nel 1476 risulta attivo a Perugia a dipingere palazzo Perotti a Sassoferrato e il palazzo della canonica a Foligno. Tra i suoi allievi è da menzionare Nicola d'Ulisse.

## Opere e commissioni
Molte delle sue opere sono andate perdute ne rimangono le commissioni a testimonianza.
Andato perduto ma ben documentato è un lavoro del 1429 eseguito a Recanati dove un documento registrato il 28 maggio nella chiesa di San Francesco con Domenico di Paolo e due frati: Cola d'Angelo e Marino di Cecco da Ascoli, i quali a nome della chiesa francescana cittadina, il completamento di un'ancona che pare fosse iniziata da un certo magistrum Perume che doveva essere consegnata via mare per essere collocata sull'altare. Di quest'opera andata perduta si ha però una buona descrizione: l'Invenzione della Croce (“ubi loquitur de inventione sancte Crucis”) con raffigurazione di episodi della vita del santo d'Assisi  (“miracula sancti Francisci”), dove doveva comparire raffigurato con le stimmate (“stimata sancti Francisci, fratrem et montem Laverne cum ecclesia”). Malgrado non si sappia quanto lavoro il maestro Pietro avesse già realizzato, è ipotizzabile vi fossero disegni preparatori. La chiesa doveva ospitare nel 1431 il capitolo provinciale dei frati minori, e probabilmente da questo nacque la necessità di presentare una chiesa con una nuova ancona anche se la struttura della chiesa non era completata. Di questo lavoro rimangono due soli pannelli di predella: Rinuncia degli averi conservato nella Galleria nazionele delle Marche d'Urbino e Funerali e canonizzazione a Baltimora nella Walters Art Gallery datati intorno al 1425-1430 secondo Federico Zeri, mentre Anna Zanoli li collegherebbe al 1439.1441 relativi all'ancona sempre per la chiesa francescana di Cesena.

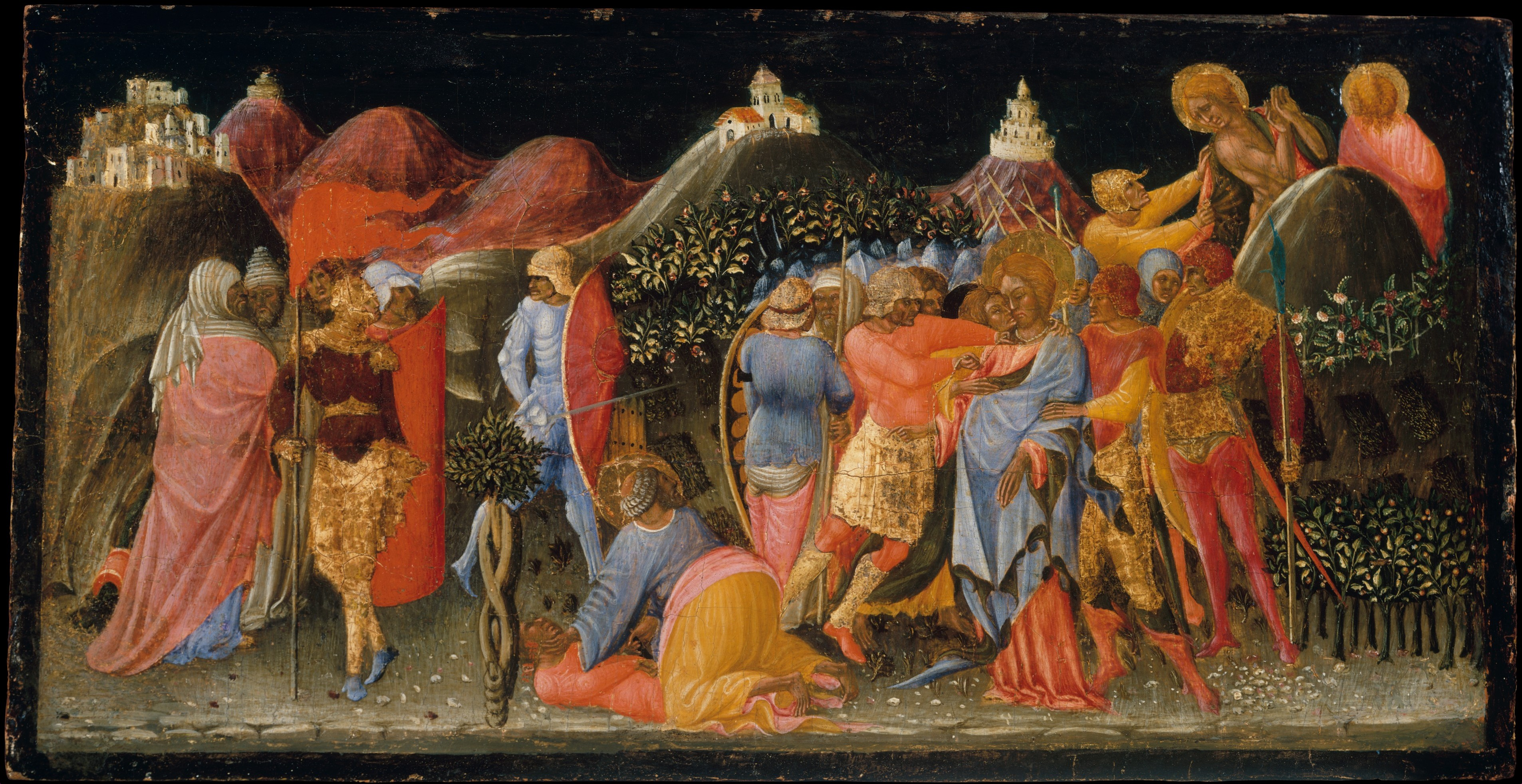
Le tentazioni di Cristo

Nel 1436 risulta che la comunità di Ancona gli versò 34 ducati e 44 soldi Magistro Bartolomeo Tome pictori per factura del pennone, targa, oro, pentura et altre cose necessarie al dicto pennone et targa, come appare alla minuta regolata et calculata per regulatori, ducati trentaquactro et soldi quarantaquactro.
In occasione del Giubileo del 1450 fu invitato a Roma da papa Niccolò V. che gli offì sia l'alloggio che 7 ducati mensili per affrescare sale del palazzo che furono poi di nuovo dipinte da Raffaello Sanzio, di cui però non resta traccia, se non il pagamento di 17 ducati entro il 28 novembre 1453. 
Il 1437 lo vide realizzare il trittico per la chiesa di San Salvatore di Foligno raffigurante Gesù tra san Battista e il beato Pietro Crisci. Questo gli era stato commissionato da Rinaldo Trinci di Corrado. Sempre a Foligno risulta tra i trecentosessanta che firmarono la Santissima unione con Giacomo della Marca. Questo primo lavoro anche se in parte rovinato, ci presenta tutte la capacità artistiche del Bartolomeo, dirà di lui Roberto Longhi: e, sorprende l'alta qualità dell'esecuzione tecnica, specie per quanto riguarda lo splendido cesello di alcuni nimbi. Ma più ancora interessa l'effetto di "irrealìsmo caratterizzato". Il dipinto ha molte vicinanze con i dipinti del Sassetta, pare che i due artisti si incontrarono nel 1432-1434, a conferma alcuni lavori del medesimo periodo.
Nel 1449 realizzò l'affresco Polittico di San Salvatore, Martirio di Santa Barbara, Madonna di Loreto e Antonio che predica per la chiesa di Santa Caterina di Foligno, conservati presso la pinacoteca di Foligno. Nel 1451 per l'altare maggiore della chiesa di Santa Maria Maddalena sempre di Foligno, dove riposavano le salve della moglie e delle figlie, e dove pare facesse una donazione in denaro. Di queste pitture rimane forse il dipinto raffigurante la Madonna col Bambino e santi Giovanni Battista, Maria Maddalena, Cristoforo e Domenico, conservato presso la Galleria nazionale delle Marche di Urbino. Pare che questo lavoro gli fu commissionato da tre personaggi differenti.
Sue opere sono conservate in vari musei. Da ricordare la tavola della Vergine del Sole realizzato nel 1427-1430 circa per la chiesa di Sant'Agostino di Fossombrone e conservato presso la Pinacoteca di Brera., Santo Francescano e committenti, opere tutte del 1432 o circa, presso il Museo capitolare diocesano di Foligno e presso la Pinacoteca vaticana il trittico Incoronazione della Vergine, Natività, Adorazione dei Magi, noto come Trittico Rospigliosi, dipinto nel 1450 circa e poi donato dal principe Altieri a Leone XIII in occasione del suo giubileo sacerdotale (1888).

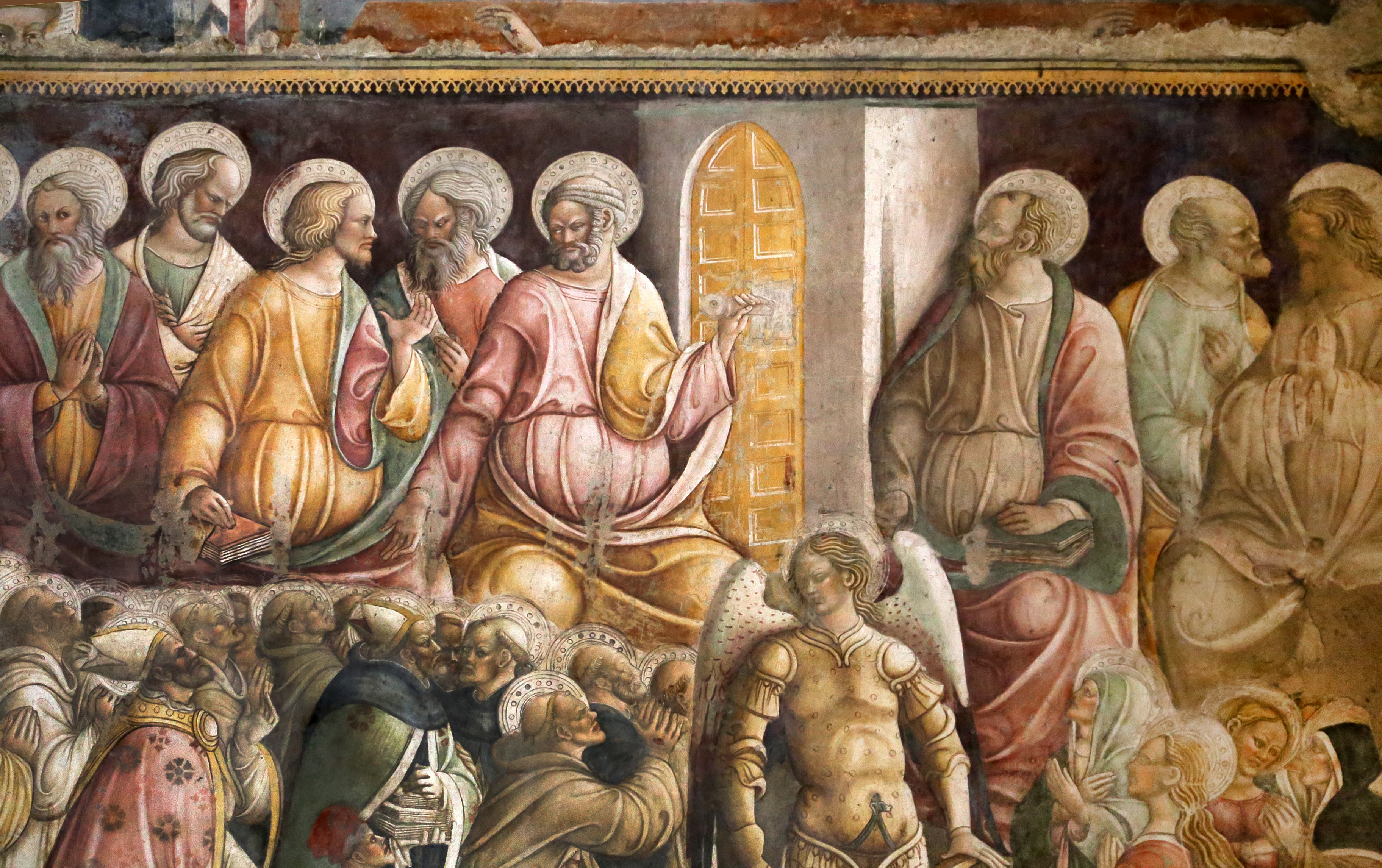
Bartolomeo di Tommaso, cappella paradisi, Giudizio universale, 1400-25 ca., Gli eletti in Paradiso

Suoi gli affreschi della cappella Paradisi della Chiesa di San Francesco a Terni
in stile pittorico, che si muove lungo il crinale di separazione fra il linguaggio tardogotico e il gusto rinascimentale.
La sua raffigurazione a volte senza una regola prospettica e dalle fisionomie quasi grottesche è proprio il primo segnale della cultura gotica ormai in crisi,i con l'inizio di un nuovo periodo pittorico. La sua pittura fu di formazione per gli artisti dell'ambiente provinciale come Nicola maestro di Antonio ad Arcangelo di Cola da Camerino, e Andrea De Litio e Giacomo da Recanati, saranno loro che sebbene non avessero ben compreso la sua forma pittorica ne trassero in alcune raffigurazioni, vicinanza di elementi. 

Si deve proprio alla sua pittura irrazionalmente esasperata, con l'assoluta mancanza di spazi, unica per il tempo, questo comunicazione immediata e moderna.